# Cerimonia di apertura dei Giochi della XXXII Olimpiade

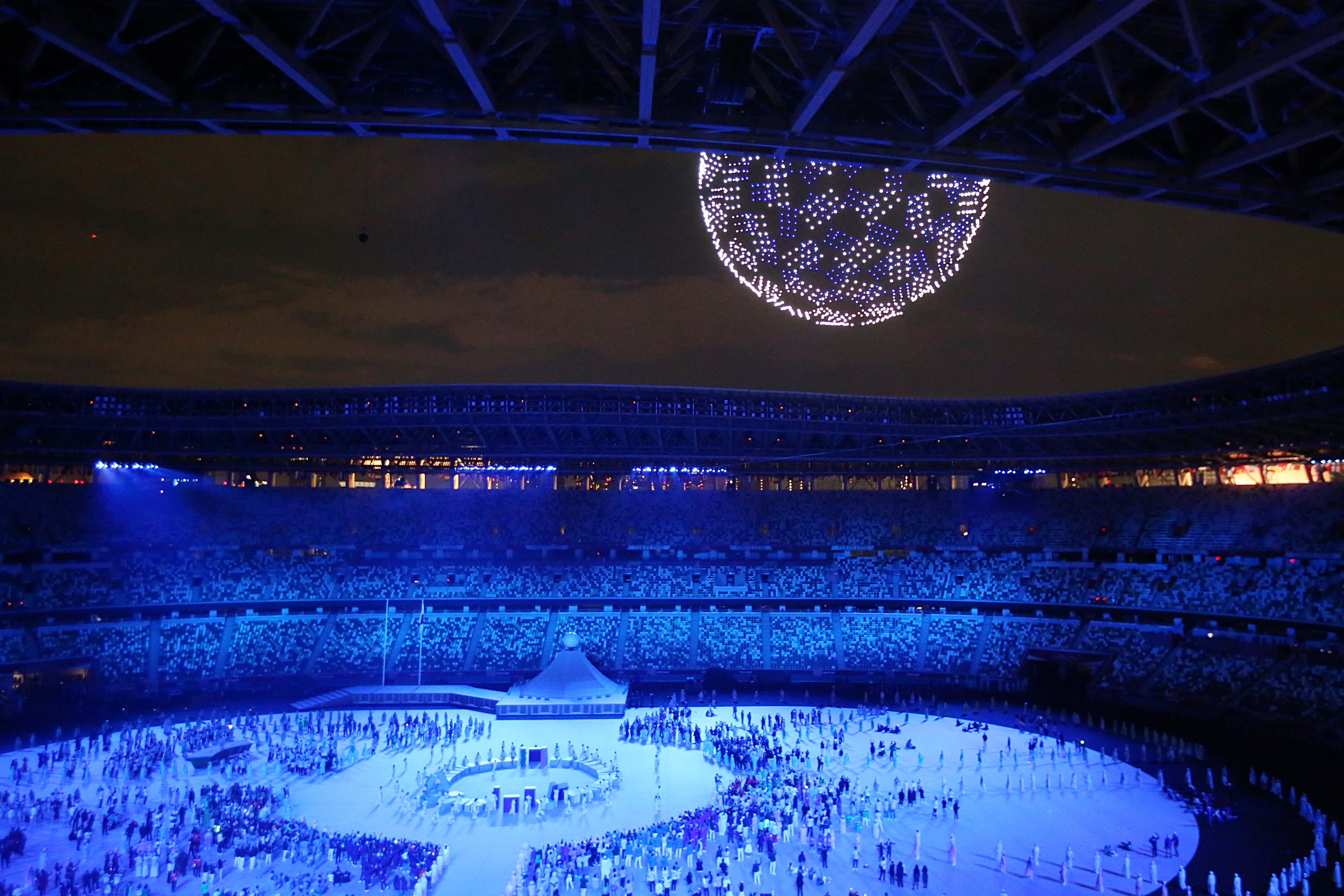
La parte "Imagine" comprendeva droni che proiettavano le forme del logo di Tokyo 2020 e il globo stesso.

La cerimonia di apertura dei Giochi della XXXII Olimpiade si è svolta il 23 luglio 2021 a partire dalle ore 20:00 (JST) presso lo Stadio nazionale del Giappone di Tokyo. Come previsto dalla Carta Olimpica, l'evento ha compreso sia la cerimonia formale d'apertura, cioè i discorsi di benvenuto, il sollevamento delle bandiere e la sfilata degli atleti, sia uno spettacolo artistico sulla cultura del Paese ospitante.

## Preparativi
Il Comitato Organizzatore dei Giochi Olimpici e Paralimpici di Tokyo (TOCOG) ha fornito il primo rapporto sui preparativi nel dicembre 2017, con la pubblicazione del documento "Politica di base" per le cerimonie olimpiche e paralimpiche. Il documento si basava sui commenti degli esperti e opinioni del pubblico giapponese e comprende gli elementi fondamentali per il concept generale delle quattro cerimonie. La cerimonia di apertura olimpica introduce i temi e i concetti delle quattro cerimonie, tra cui pace, convivenza, ricostruzione, futuro, Giappone e Tokyo, atleti e partecipazione.
Nel luglio 2018 sono stati annunciati i nomi di otto artisti come membri del team creativo per le cerimonie di apertura e chiusura. Fra questi l'attore Mansai Nomura, attivo principalmente nel teatro Kyōgen, la cantautrice e compositrice Ringo Shiina, la coreografa Mikiko e il regista Takashi Tamazaki. Nel dicembre del 2020 Shiina e Mikiko hanno lasciato il team con la spiegazione ufficiale che, visto il momento difficile, si era deciso di semplificare la cerimonia. In seguito sono emerse ingerenze da parte di personalità influenti che hanno portato a ripetute modifiche della cerimonia all'insaputa della stessa Mikiko. Quando Mikiko ha scoperto ciò che stava accadendo, ha rassegnato le dimissioni. Il ruolo di Normura è diventato quello di un semplice consulente. La direzione è stata affidata a Hiroshi Sasaki, che ha cambiato completamente l'impostazione della cerimonia, da quella futuristica dei progetti iniziali a quella legata alla tradizione che è stata effettivamente portata in scena. Anche Sasaki si è dimesso, nel marzo 2021, in seguito a un commento sprezzante da lui espresso nei confronti della comica e icona della moda giapponese Naomi Watanabe.
Marco Balich di Balich Worldwide Shows è il produttore. È stato già coinvolto in passato come produttore delle cerimonie delle Olimpiadi invernali del 2006, delle Olimpiadi invernali del 2014 e delle Olimpiadi estive del 2016, e ha tenuto altre cerimonie internazionali come le Universiadi estive del 2019 e i Giochi panamericani del 2019 a Lima. Nel luglio 2019, ha affermato che la sua partecipazione sarà in associazione con la società pubblicitaria giapponese Dentsu. Il direttore creativo di Dentsu per queste cerimonie, Kaoru Sugano, si è dimesso nel gennaio 2020 per accuse di molestie. In seguito allo scoppio della pandemia Balich, che si trovata in Giappone, è rientrato in Italia e ha visto il suo ruolo notevolmente ridimensionato.

### Impatto della pandemia COVID-19
Nel febbraio 2020, dopo gli annunci sulla riduzione della maratona di Tokyo a causa degli effetti del COVID-19, i funzionari sanitari hanno iniziato a chiedersi se anche la cerimonia di apertura delle Olimpiadi sarebbe stata interessata. Il 24 marzo 2020, il CIO e il Comitato organizzatore di Tokyo hanno annunciato ufficialmente il rinvio dei Giochi olimpici e paralimpici estivi del 2020 e il posticipo degli stessi al 2021. Il 30 marzo 2020 è stato annunciato che la cerimonia si sarebbe svolta il 23 luglio 2021. La tappa giapponese della staffetta della torcia delle Olimpiadi estive del 2020 doveva iniziare nella prefettura di Fukushima (il luogo del disastro nucleare di Fukushima Daiichi nel 2011) il 26 marzo 2020 con il Ministero degli Affari Esteri utilizzando il termine "Olimpiadi della Ricostruzione", ma è stato rinviato al 25 marzo 2021.
Durante i colloqui organizzativi alla fine del 2020, sono state sollevate preoccupazioni sul fatto che gli atleti sarebbero stati in grado di partecipare alla cerimonia di apertura. Nel novembre 2020, gli organizzatori hanno concordato che non ci sarà alcun limite per gli atleti in competizione a partecipare alla cerimonia, se lo desiderano, ma ci sarà un massimo di sei funzionari per delegazione da ciascun paese.
Solo gli ospiti VIP hanno partecipato alla cerimonia di apertura delle Olimpiadi estive di Tokyo 2020 a seguito della decisione di vietare gli spettatori e gran parte delle sezioni artistiche e culturali della cerimonia aderiranno alle linee guida sul distanziamento sociale e alcune parti saranno filmate virtualmente.

### Stadio
Il nuovo Stadio Nazionale, denominato Stadio Olimpico in occasione dei Giochi, sarà la sede della cerimonia di apertura. La demolizione del vecchio stadio nazionale è stata completata nel maggio 2015. La costruzione del nuovo stadio è iniziata l'11 dicembre 2016. Lo stadio è stato consegnato al CIO il 30 novembre 2019 per i preparativi. Se la pandemia non si fosse verificata, la capacità dello stadio durante i Giochi Olimpici sarebbe stata di 60.102 spettatori, comprese le aree stampa e i posti a sedere dei dirigenti. A causa delle restrizioni per il contenimento della diffusione del virus, invece, ospiterà solo circa 1.000 spettatori.

## Programma
Dopo i discorsi del presidente del CIO Thomas Bach e della presidente del comitato organizzatore dei Giochi Seiko Hashimoto, la dichiarazione di apertura dei Giochi Olimpici del 2020 è stata pronunciata dall'imperatore Naruhito. È stato il terzo imperatore giapponese ad aprire un'Olimpiade, dopo suo nonno l'imperatore Hirohito (Olimpiadi estive del 1964 e Olimpiadi invernali del 1972) e suo padre, l'imperatore Akihito (Olimpiadi invernali del 1998). È anche il patrono onorario delle Olimpiadi e delle Paralimpiadi di Tokyo 2020.
"Moving Forward" è il tema ricorrente sia per le cerimonie di apertura che di chiusura come annunciato dagli organizzatori, un riferimento al recupero dalla pandemia di COVID-19. "Abbiamo progettato le cerimonie attorno al concetto che i Giochi possono portare nuova speranza e incoraggiamento alle persone di tutto il mondo attraverso la partecipazione attiva di atleti ai Giochi di Tokyo 2020 e attraverso il potere dello sport", hanno dichiarato gli organizzatori.
"Uniti dall'emozione" è stato il concept specifico della cerimonia di apertura dei Giochi Olimpici di Tokyo 2020, poiché è il motto ufficiale dei Giochi.
Dopo l'apertura ufficiale dei Giochi, sei rappresentanti dello sport (cinque per i cinque continenti più un rappresentante della quadra degli Atleti Olimpici Rifugiati) hanno portato all'interno dello stadio la bandiera olimpica. I sei portabandiera sono stati: Kento Momota (Giappone, Asia, badminton), Elena Galiabovitch (Australia, Oceania, Tiro), Cyrille Tchatchet II (Atleti Olimpici Rifugiati, sollevamento pesi), Paula Paret (Argentina, America, judo), Mehdi Essadiq (Marocco, Africa, triathlon), Paola Egonu (Italia, Europa, pallavolo).
Il braciere olimpico, progettato dal designer Oki Sato, è stato acceso dalla tennista giapponese Naomi Ōsaka.
Il comparto musicale della cerimonia doveva essere di Keigo Oyamada (Cornelius), che però ha ritirato la propria disponibilità pochi giorni prima della cerimonia.

## Delegazioni
Hanno preso parte alla cerimonia inaugurale 205 diverse delegazioni. Secondo la tradizione, la sfilata è stata aperta dalla Grecia, patria dei Giochi olimpici antichi, e si è conclusa con la delegazione del Giappone, Paese ospitante dell’edizione corrente. A partire da questa edizione dei Giochi, il Paese ospitante delle Olimpiadi successive, in questo caso la Francia, sarà il penultimo a sfilare. 
Le altre delegazioni hanno sfilato in ordine alfabetico secondo le rispettive denominazioni in katakana. Ogni nazione poteva avere due portabandiera: un uomo e una donna.
| N°  | Paese                     | Portabandiera uno                                                                                                   | Sport | Portabandiera due                                                                                                   | Sport |
| --- | ------------------------- | --- | --- | --- | --- |
| 1   | Grecia                    | Eleftherios Petrounias                                                                                              | Ginnastica | Ánna Korakáki | Tiro |
| 2   | Atleti Olimpici Rifugiati | Tachlowini Gabriyesos                                                                                               | Atletica leggera | Yusra Mardini | Nuoto |
| 3   | ROC                       | Maksim Michajlov | Pallavolo | Sof'ja Velikaja | Scherma |
| 4   | Islanda                   | Anton McKee | Nuoto | Snaefridur Sol Jorunnardottir                                                                                       | Nuoto |
| 5   | Irlanda                   | Brendan Irvine | Pugilato | Kellie Anne Harrington                                                                                              | Pugilato |
| 6   | Azerbaigian               | Rüstəm Orucov | Judo | Fəridə Əzizova | Taekwondo |
| 7   | Afghanistan               | Farzad Mansouri | Taekwondo | Kimia Yousofi | Atletica leggera |
| 8   | Emirati Arabi Uniti       | Yousuf Almatrooshi                                                                                                  | Nuoto | nessuno | nessuno |
| 9   | Algeria                   | Mohamed Flissi | Pugilato | Amel Melih | Nuoto |
| 10  | Argentina                 | Santiago Lange | Vela | Cecilia Carranza | Vela |
| 11  | Aruba                     | Mikel Schreuders | Nuoto | Allyson Ponson | Nuoto |
| 12  | Albania                   | Briken Calja | Sollevamento pesi                                                                                                   | Luiza Gega | Atletica leggera |
| 13  | Armenia                   | Hovhannes Bachkov                                                                                                   | Pugilato | Varsenik Manucharyan                                                                                                | Nuoto |
| 14  | Angola                    | Matias Montinho | Vela | Natalia Santos | Pallamano |
| 15  | Antigua e Barbuda         | Cejhae Greene | Atletica leggera | Samantha Roberts | Nuoto |
| 16  | Andorra                   | Pol Moya | Atletica leggera | Monica Doria Villarrubla                                                                                            | Canoa/kayak |
| 17  | Yemen                     | Ahmed Ayash | Judo | Yasameen Al-Raimi                                                                                                   | Tiro |
| 18  | Israele                   | Yakov-Yan Toumarkin                                                                                                 | Nuoto | Hanna Knyazyeva-Minenko                                                                                             | Atletica leggera |
| 19  | Italia                    | Elia Viviani | Ciclismo | Jessica Rossi | Tiro |
| 20  | Iraq                      | Mohammed Al-Khafaji                                                                                                 | Canottaggio | Fatimah Abbas Waheeb Al-Kaabi                                                                                       | Tiro |
| 21  | Iran                      | Samad Nikkhah Bahrami                                                                                               | Pallacanestro | Hanieh Rostamian | Tiro |
| 22  | India                     | Manpreet Singh | Hockey su prato | Mary Kom | Pugilato |
| 23  | Indonesia                 | Rio Vaida | Surf | Nurul Akmal | Sollevamento pesi                                                                                                   |
| 24  | Uganda                    | Shadiri Bwogi | Pugilato | Kirabo Namutebi | Nuoto |
| 25  | Ucraina                   | Bohdan Nikišyn | Scherma | Olena Kostevyč | Tiro |
| 26  | Uzbekistan                | Bakhodir Jalolov | Pugilato | Nigora Tursunkulova                                                                                                 | Taekwondo |
| 27  | Uruguay                   | Bruno Cetraro | Canottaggio | Déborah Rodríguez                                                                                                   | Atletica leggera |
| 28  | Gran Bretagna             | Moe Sbihi | Canottaggio | Hannah Mills | Vela |
| 29  | Isole Vergini Britanniche | Kyron McMaster | Atletica leggera | Elinah Phillip | Nuoto |
| 30  | Ecuador                   | Julio Castillo | Pugilato | Neisi Dajomes | Sollevamento pesi                                                                                                   |
| 31  | Egitto                    | Alaaeldin Abouelkassem                                                                                              | Scherma | Hedaya Malak | Taekwondo |
| 32  | Estonia                   | Tõnu Endrekson | Canottaggio | Dina Ellermann | Equitazione |
| 33  | eSwatini                  | Thabiso Dlamini | Pugilato | Robyn Young | Nuoto |
| 34  | Etiopia                   | Abdelmalik Muktar                                                                                                   | Nuoto | nessuno | nessuno |
| 35  | Eritrea                   | Ghirmai Efrem | Nuoto | Nazret Weldu | Atletica leggera |
| 36  | El Salvador               | Enrique Arathoon | Vela | Celina Márquez | Nuoto |
| 37  | Australia                 | Patty Mills | Pallacanestro | Cate Campbell | Nuoto |
| 38  | Austria                   | Thomas Zajac | Vela | Tanja Frank | Vela |
| 39  | Oman                      | Issa Al-Adawi | Nuoto | nessuno | nessuno |
| 40  | Paesi Bassi               | Churandy Martina | Atletica leggera | Keet Oldenbeuving                                                                                                   | Skateboard |
| 41  | Ghana                     | Sulemanu Tetteh | Pugilato | Nadia Eke | Atletica leggera |
| 42  | Capo Verde                | Jordin Andrade | Atletica leggera | Jayla Pina | Nuoto |
| 43  | Guyana                    | Andrew Fowler | Nuoto | Chelsea Edghill | Tennistavolo |
| 44  | Kazakistan                | Kamshybek Kunkabayev                                                                                                | Pugilato | Ol'ga Rypakova | Atletica leggera |
| 45  | Qatar                     | Mohammed Al Rumaihi                                                                                                 | Tiro | Tala Abujbara | Canottaggio |
| 46  | Canada                    | Nathan Hirayama | Rugby a 7 | Miranda Ayim | Pallacanestro |
| 47  | Gabon                     | Anthony Obame | Taekwondo | Aya Girard de Langlade Mpali                                                                                        | Nuoto |
| 48  | Camerun                   | nessuno | nessuno | Joseph Essombe | Lotta |
| 49  | Gambia                    | Ebrima Camara | Atletica leggera | Gina Bass | Atletica leggera |
| 50  | Cambogia                  | Sokong Pen | Atletica leggera | Bunpichmorakat Kheun                                                                                                | Nuoto |
| 51  | Macedonia del Nord        | Dejan Georgievski                                                                                                   | Taekwondo | Arbresha Rexhepi | Judo |
| 52  | Guinea                    | La bandiera è stata portata da volontari del Comitato organizzatore dei Giochi olimpici e paralimpici di Tokyo 2020 | La bandiera è stata portata da volontari del Comitato organizzatore dei Giochi olimpici e paralimpici di Tokyo 2020 | La bandiera è stata portata da volontari del Comitato organizzatore dei Giochi olimpici e paralimpici di Tokyo 2020 | La bandiera è stata portata da volontari del Comitato organizzatore dei Giochi olimpici e paralimpici di Tokyo 2020 |
| 53  | Guinea-Bissau             | nessuno | nessuno | Taciana Cesar | Judo |
| 54  | Cipro                     | Pávlos Kontídis | Vela | Andri Eleftheriou                                                                                                   | Tiro |
| 55  | Cuba                      | Mijaín López | Lotta | Yaimé Pérez | Atletica leggera |
| 56  | Kiribati                  | Ruben Katoatau | Sollevamento pesi                                                                                                   | Kinaua Biribo | Judo |
| 57  | Kirghizistan              | Denis Petrashov | Nuoto | Kanykei Kubanychbekova                                                                                              | Tiro |
| 58  | Guatemala                 | Juan Ignacio Maegli                                                                                                 | Vela | Mirna Ortíz | Atletica leggera |
| 59  | Guam                      | Joshter Andrew | Judo | Regine Tugade | Atletica leggera |
| 60  | Kuwait                    | Talal Alrashidi | Tiro | Lara Dashti | Nuoto |
| 61  | Isole Cook                | Wesley Tikiariki Roberts                                                                                            | Nuoto | Kirsten Andrea Fisher-Marsters                                                                                      | Nuoto |
| 62  | Grenada                   | Delron Felix | Nuoto | Kimberly Ince | Nuoto |
| 63  | Croazia                   | Josip Glasnović | Tiro | Sandra Perković | Atletica leggera |
| 64  | Isole Cayman              | Brett Fraser | Nuoto | Jillian Crooks | Nuoto |
| 65  | Kenya                     | Andrew Amonde | Rugby | Mercy Moim | Pallavolo |
| 66  | Costa d'Avorio            | Cheick Sallah Cissé                                                                                                 | Taekwondo | Marie-Josée Ta Lou                                                                                                  | Atletica leggera |
| 67  | Costa Rica                | Ian Sancho Chinchila                                                                                                | Judo | Andrea Vargas | Atletica leggera |
| 68  | Kosovo                    | Egzon Shala | Lotta | Majlinda Kelmendi                                                                                                   | Judo |
| 69  | Comore                    | Fadane Hamadi | Atletica leggera | Amed Elna | Atletica leggera |
| 70  | Colombia                  | Yuberjen Martínez                                                                                                   | Pugilato | Caterine Ibargüen                                                                                                   | Atletica leggera |
| 71  | Rep. del Congo            | nessuno | nessuno | Natacha Ngoye Akamabi                                                                                               | Atletica leggera |
| 72  | RD del Congo              | David Tshama Mwenekabwe                                                                                             | Pugilato | Marcelat Sakobi Matshu                                                                                              | Pugilato |
| 73  | Arabia Saudita            | Husein Alireza | Canottaggio | Yasmeen Aldabagh | Atletica leggera |
| 74  | Samoa                     | Alex Rose | Atletica leggera | nessuno | nessuno |
| 75  | São Tomé e Príncipe       | Buly Da Conceição Triste                                                                                            | Canoa/kayak | D'Jamila Tavares | Atletica leggera |
| 76  | Zambia                    | Everisto Mulenga | Pugilato | Tilka Paljk | Nuoto |
| 77  | San Marino                | Myles Amine | Lotta | Arianna Valloni | Nuoto |
| 78  | Sierra Leone              | Frederick Harris | Judo | Maggie Barrie | Atletica leggera |
| 79  | Gibuti                    | Aden-Alexandre Houssein                                                                                             | Judo | nessuno | nessuno |
| 80  | Giamaica                  | Ricardo Brown | Pugilato | Shelly-Ann Fraser-Pryce                                                                                             | Atletica leggera |
| 81  | Georgia                   | Lasha Talakhadze | Sollevamento pesi                                                                                                   | Nino Salukvadze | Tiro |
| 82  | Siria                     | Ahmad Saber Hamcho                                                                                                  | Equitazione | Hend Zaza | Tennistavolo |
| 83  | Singapore                 | Loh Kean Yew | Badminton | Yu Meng Yu | Tennistavolo |
| 84  | Zimbabwe                  | Peter Purcell-Gilpin                                                                                                | Canottaggio | Donata Katai | Nuoto |
| 85  | Svizzera                  | Max Heinzer | Scherma | Mujinga Kambundji                                                                                                   | Atletica leggera |
| 86  | Svezia                    | Max Salminen | Vela | Sara Algotsson Ostholt                                                                                              | Equitazione |
| 87  | Sudan                     | Abobakr Abass | Nuoto | Esraa Mohamed Ahmed Mohamed                                                                                         | Canottaggio |
| 88  | Spagna                    | Saúl Craviotto | Canoa/kayak | Mireia Belmonte | Nuoto |
| 89  | Suriname                  | Jair Tjon En Fa | Ciclismo | nessuno | nessuno |
| 90  | Sri Lanka                 | Chammara Dharmawardana                                                                                              | Judo | Milka Gehani de Silva                                                                                               | Ginnastica |
| 91  | Slovacchia                | Matej Beňuš | Canoa slalom | Zuzana Štefečeková                                                                                                  | Tiro |
| 92  | Slovenia                  | Bojan Tokic | Tennistavolo | Eva Tercelj | Canoa slalom |
| 93  | Seychelles                | Rodney Govinden | Vela | Felicity Passon | Nuoto |
| 94  | Guinea Equatoriale        | Benjamín Enzema | Atletica leggera | Alba Mbo Nchama | Atletica leggera |
| 95  | Senegal                   | Mbagnick Ndiaye | Judo | Jeanne Boutbien | Nuoto |
| 96  | Serbia                    | Filip Filipović | Pallanuoto | Sonja Petrović | Pallacanestro |
| 97  | Saint Kitts e Nevis       | Jason Rogers | Atletica leggera | Amya Clarke | Atletica leggera |
| 98  | Saint Vincent e Grenadine | nessuno | nessuno | Shafiqua Maloney | Atletica leggera |
| 99  | Saint Lucia               | Jean-Luc Zephir | Nuoto | Levern Spencer | Atletica leggera |
| 100 | Somalia                   | Ali Idow Hassan | Atletica leggera | Ramla Said Ahmed Ali                                                                                                | Pugilato |
| 101 | Isole Salomone            | Edgar Richardson Iro                                                                                                | Nuoto | Sharon Firisua | Atletica leggera |
| 102 | Thailandia                | Savate Sresthaporn                                                                                                  | Tiro | Naphaswan Yangpaiboon                                                                                               | Tiro |
| 103 | Corea del Sud             | Hwang Sun-woo | Nuoto | Kim Yeon-koung | Pallavolo |
| 104 | Tagikistan                | Temur Rakhimov | Judo | nessuno | nessuno |
| 105 | Tanzania                  | La bandiera è stata portata da volontari del Comitato organizzatore dei Giochi olimpici e paralimpici di Tokyo 2020 | La bandiera è stata portata da volontari del Comitato organizzatore dei Giochi olimpici e paralimpici di Tokyo 2020 | La bandiera è stata portata da volontari del Comitato organizzatore dei Giochi olimpici e paralimpici di Tokyo 2020 | La bandiera è stata portata da volontari del Comitato organizzatore dei Giochi olimpici e paralimpici di Tokyo 2020 |
| 106 | Rep. Ceca                 | Tomáš Satoranský | Pallacanestro | Petra Kvitová | Tennis |
| 107 | Taipei cinese             | Lu Yen-hsun | Tennis | Kuo Hsing-chun | Sollevamento pesi                                                                                                   |
| 108 | Ciad                      | Bachir Ahmat Mahamat                                                                                                | Judo | Demos Memneloum | Judo |
| 109 | Rep. Centrafricana        | Francky Mbotto | Atletica leggera | Chloe Sauvourel | Nuoto |
| 110 | Cina                      | Zhu Ting | Pallavolo | Zhao Shuai | Taekwondo |
| 111 | Tunisia                   | Mehdi Ben Cheikh | Pallavolo | Inès Boubakri | Scherma |
| 112 | Cile                      | Marco Grimalt | Vela | Francisca Crovetto                                                                                                  | Tiro |
| 113 | Tuvalu                    | Karalo Hepoiteloto Maibuca                                                                                          | Atletica leggera | Matie Stanley | Atletica leggera |
| 114 | Danimarca                 | Jonas Warrer | Vela | Sara Slott Petersen                                                                                                 | Atletica leggera |
| 115 | Germania                  | Patrick Hausding | Tuffi | Laura Ludwig | Beach volley |
| 116 | Togo                      | Dodji Fanny | Tennistavolo | Claire Akossiwa | Canottaggio |
| 117 | Dominica                  | Dennick Luke | Atletica leggera | Thea LaFond | Atletica leggera |
| 118 | Rep. Dominicana           | Rodrigo Marte | Pugilato | Prisilla Rivera | Pallavolo |
| 119 | Trinidad e Tobago         | nessuno | nessuno | Kelly-Ann Baptiste                                                                                                  | Atletica leggera |
| 120 | Turkmenistan              | Merdan Atayev | Nuoto | Gulbadam Babamuratova                                                                                               | Judo |
| 121 | Turchia                   | Berke Saka | Nuoto | Merve Tuncel | Nuoto |
| 122 | Tonga                     | Pita Taufatofua | Taekwondo | nessuno | nessuno |
| 123 | Nigeria                   | Quadri Aruna | Tennistavolo | Odunayo Adekuoroye                                                                                                  | Lotta |
| 124 | Nauru                     | Jonah Harris | Atletica leggera | Nancy Genzel Abouke                                                                                                 | Sollevamento pesi                                                                                                   |
| 125 | Namibia                   | Jonas Jonas | Pugilato | Maike Diekmann | Canottaggio |
| 126 | Nicaragua                 | Edwin Orlando Barberena Mercado                                                                                     | Tiro | Sema Nancy Ludrick Rivas                                                                                            | Sollevamento pesi                                                                                                   |
| 127 | Niger                     | Abdoul Razak Issoufou Alfaga                                                                                        | Taekwondo | Roukaya Moussa Mahamane                                                                                             | Nuoto |
| 128 | Nuova Zelanda             | Hamish Bond | Canottaggio | Sarah Hirini | Rugby a 7 |
| 129 | Nepal                     | Alexander Shah | Nuoto | Gaurika Singh | Nuoto |
| 130 | Norvegia                  | Tomoe Hvas | Nuoto | Anne Vilde Tuxen | Tuffi |
| 131 | Bahrein                   | | | | |
| 132 | Haiti                     | | | | |
| 133 | Pakistan                  | | | | |
| 134 | Panama                    | Alonso Edward | Atletica leggera | Athena Bylon | Pugilato |
| 135 | Vanuatu                   | Rio Rii | | | |
| 136 | Bahamas                   | | | | |
| 137 | Papua Nuova Guinea        | | | | |
| 138 | Bermuda                   | | | | |
| 139 | Palau                     | | | | |
| 140 | Paraguay                  | Fabrizio Zanotti | Golf | Verónica Cepede Royg                                                                                                | Tennis |
| 141 | Barbados                  | | | | |
| 142 | Palestina                 | Mohammed Hamada | Sollevamento pesi                                                                                                   | Dania Nour | Nuoto |
| 143 | Ungheria                  | László Cseh | Nuoto | Aida Mohamed | Scherma |
| 144 | Bangladesh                | | | | |
| 145 | Timor Est                 | | | | |
| 146 | Figi                      | Jerry Tuwai | Rugby a 7 | Rusila Nagasau | Rugby a 7 |
| 147 | Filippine                 | Eumir Marcial | Pugilato | Kiyomi Watanabe | Judo |
| 148 | Finlandia                 | | | | |
| 149 | Bhutan                    | Karma | Tiro con l'arco | Sangay Tenzin | nuoto |
| 150 | Porto Rico                | Brian Afanador | Tennistavolo | Adriana Díaz | Tennistavolo |
| 151 | Brasile                   | | | | |
| 152 | Bulgaria                  | Josif Miladinov | Nuoto | Marija Grozdeva | Tiro |
| 153 | Burkina Faso              | | | | |
| 154 | Brunei                    | | | | |
| 155 | Burundi                   | | | | |
| 156 | Samoa Americane           | | | | |
| 157 | Isole Vergini Americane   | | | | |
| 158 | Vietnam                   | | | | |
| 159 | Benin                     | Privel Hinkati | Canottaggio | Odile Ahouanwanou                                                                                                   | Atletica leggera |
| 160 | Venezuela                 | Antonio José Díaz                                                                                                   | Karate | Yulimar Rojas | Atletica leggera |
| 161 | Bielorussia               | | | | |
| 162 | Belize                    | | | | |
| 163 | Perù                      | Lucca Mesinas | Surf | Daniella Rosas | Surf |
| 164 | Belgio                    | Felix Denayer | Hockey su prato | Nafissatou Thiam | Atletica leggera |
| 165 | Polonia                   | | | | |
| 166 | Bosnia ed Erzegovina      | Amel Tuka | Atletica leggera | Larisa Cerić | Judo |
| 167 | Botswana                  | | | | |
| 168 | Bolivia                   | Gabriel Castillo | Nuoto | Karen Torrez | Nuoto |
| 169 | Portogallo                | Nelson Évora | Atletica leggera | Telma Monteiro | Judo |
| 170 | Hong Kong                 | Cheung Ka Long | Scherma | Tse Ying Suet | Badminton |
| 171 | Honduras                  | Julio Horrego | Nuoto | Keyla Paola Avila Ramirez                                                                                           | Taekwondo |
| 172 | Isole Marshall            | | | | |
| 173 | Madagascar                | Tojonirina Andriantsitohaina                                                                                        | Sollevamento pesi                                                                                                   | Damiella Nomenjanahary                                                                                              | Judo |
| 174 | Malawi                    | | | | |
| 175 | Mali                      | | | | |
| 176 | Malta                     | | | | |
| 177 | Malaysia                  | nessuno | nessuno | Goh Liu Ying | Badminton |
| 178 | Micronesia                | | | | |
| 179 | Sudafrica                 | | | | |
| 180 | Sudan del Sud             | Abraham Guem | Atletica leggera | Jessica Mapuenda | |
| 181 | Birmania                  | | | | |
| 182 | Messico                   | Rommel Pacheco | Tuffi | Gabriela López | Golf |
| 183 | Mauritius                 | Richarno Colin | Pugilato | Marie Hanitra Roilya Ranaivosoa                                                                                     | Sollevamento pesi                                                                                                   |
| 184 | Mauritania                | | | | |
| 185 | Mozambico                 | | | | |
| 186 | Monaco                    | Quentin Antognelli                                                                                                  | Canottaggio | Xiaoxin Yang | Tennistavolo |
| 187 | Maldive                   | nessuno | nessuno | Fathimath Nabaaha Abdul Razzaq                                                                                      | Badminton |
| 188 | Moldavia                  | | | | |
| 189 | Marocco                   | | | | |
| 190 | Mongolia                  | Duurenbayar Ulziibayar                                                                                              | Judo | Onolbaatar Khulan                                                                                                   | Pallacanestro |
| 191 | Montenegro                | | | | |
| 192 | Giordania                 | | | | |
| 193 | Laos                      | | | | |
| 194 | Lettonia                  | Agnis Čavars | Pallacanestro | nessuno | nessuno |
| 195 | Lituania                  | | | | |
| 196 | Libia                     | | | | |
| 197 | Liechtenstein             | | | | |
| 198 | Liberia                   | | | | |
| 199 | Romania                   | Robert Glință | Nuoto | Mădălina Bereș | Canottaggio |
| 200 | Lussemburgo               | Bob Bertemes | Atletica leggera | nessuno | nessuno |
| 201 | Ruanda                    | | | | |
| 202 | Lesotho                   | | | | |
| 203 | Libano                    | Ray Bassil | Tiro | nessuno | nessuno |
| 204 | Stati Uniti               | | | | |
| 205 | Francia                   | Samir Aït Saïd | Ginnastica | Clarisse Agbegnenou                                                                                                 | Judo |
| 206 | Giappone                  | Rui Hachimura | Pallacanestro | Yui Susaki | Lotta |